# Taça Gérson e Didi
A Taça Gérson e Didi foi um torneio amistoso de futebol disputado entre Botafogo e Fluminense. A disputa, também chamada de Taça Solidariedade, considerou quatro confrontos entre os tradicionais rivais cariocas na temporada de 2020, sendo duas partidas amistosas e duas partidas válidas pelo Campeonato Brasileiro. O Fluminense sagrou-se campeão invicto.

## Surgimento
Durante a pandemia de COVID-19 no Brasil, Botafogo e Fluminense foram os únicos clubes cariocas a se posicionarem contrários ao retorno do Campeonato Carioca de 2020 em um momento em que o Estado do Rio de Janeiro tinha o segundo maior índice de mortes no país. Juntos até mesmo contra a federação, alvinegro e tricolor se uniram em protestos contra a volta precoce do futebol, além de prestar homenagens ao profissionais da saúde na luta contra a COVID-19 e manifestar apoio aos movimentos antirracistas Black Lives Matter ("Vidas Negras Importam").
Nesse contexto, ao fim do Campeonato Estadual, as equipes marcaram dois amistosos de preparação para o Campeonato Brasileiro e decidiram torná-los uma homenagem às vítimas da COVID-19. Chamada de "Taça Solidariedade" no anúncio oficial feito pelo Fluminense, ganhou também o nome de "Taça Gérson e Didi" em alusão aos jogadores Gérson e Didi, que foram ídolos nos dois clubes.

## Regulamento
Como a disputa foi um torneio de solidariedade, Botafogo e Fluminense definiram as regras. O primeiro jogo, disputado no dia 25 de julho de 2020, teve como objetivo celebrar o aniversário do Tricolor (fundado em 21 de julho de 1902) e, por conta disso, o troféu ficou com o time das Laranjeiras. No final de semana seguinte, no dia 1 de agosto de 2020, o clássico festejou o aniversário do Glorioso (cujo clube de futebol surgiu em 12 de agosto de 1904), que ficou com a taça dessa vez. As duas partidas entre as equipes válidas pelo Campeonato Brasileiro de 2020 definiram o dono definitivo do troféu, dado ao clube que somou o maior número de pontos considerando os quatro confrontos. Em caso de empate por pontos, os critérios de desempate serão saldo de gols e número de gols marcados.

## Partidas

### Amistosos
| 25 de julho de 2020 | Fluminense        | 1 – 0 | Botafogo | Nilton Santos, Rio de Janeiro                           |
| 17:00               | Michel Araújo 73' |       |          | Público: Portões fechados Árbitro: RJ João Ennio Sobral |

| 1 de agosto de 2020 | Botafogo         | 1 – 1 | Fluminense    | Nilton Santos, Rio de Janeiro                                              |
| 19:00               | Matheus Babi 66' |       | 56' Evanilson | Público: Portões fechados Árbitro: RJ Paulo Renato Moreira da Silva Coelho |

### Campeonato Brasileiro
| 4 de outubro de 2020 | Botafogo           | 1 – 1 | Fluminense | Nilton Santos, Rio de Janeiro                          |
| 11:00                | Caio Alexandre 72' |       | 40' Kevin  | Público: Portões fechados Árbitro: RS Anderson Daronco |

| 24 de janeiro de 2021 | Fluminense                               | 2 – 0 | Botafogo | São Januário, Rio de Janeiro                              |
| 20:30                 | Lucca 66' · Wellington Silva 90+6' (pen) |       |          | Público: Portões fechados Árbitro: SP Edina Alves Batista |

## Classificação
| Pos | Times      | Pts | J | V | E | D | GP | GC | SG |
| --- | ---------- | --- | - | - | - | - | -- | -- | -- |
| 1   | Fluminense | 8   | 4 | 2 | 2 | 0 | 5  | 2  | +3 |
| 2   | Botafogo   | 2   | 4 | 0 | 2 | 2 | 2  | 5  | –3 |

## Premiação
| Taça Gerson e Didi              |
| Rio de Janeiro                  |
| ------------------------------- |
| FLUMINENSE Campeão (1.º título) |